# 60. Międzynarodowy Festiwal Filmowy w Berlinie
60. Międzynarodowy Festiwal Filmowy w Berlinie odbył się w dniach 11–21 lutego 2010 roku. Imprezę otworzył pokaz chińskiego filmu Razem i osobno w reżyserii Wanga Quan’ana. W konkursie głównym zaprezentowano 20 filmów pochodzących z 14 różnych krajów.
Jury pod przewodnictwem niemieckiego reżysera Wernera Herzoga przyznało nagrodę główną festiwalu, Złotego Niedźwiedzia, tureckiemu filmowi Miód w reżyserii Semiha Kaplanoğlu. Drugą nagrodę w konkursie głównym, Srebrnego Niedźwiedzia – Grand Prix Jury, przyznano rumuńskiemu obrazowi Jak chcę gwizdać, to gwiżdżę w reżyserii Florina Șerbana.

## Przebieg festiwalu
Honorowego Złotego Niedźwiedzia za całokształt twórczości odebrali aktorka Hanna Schygulla i scenarzysta Wolfgang Kohlhaase. Było to wydarzenie symboliczne, gdyż obydwoje laureaci reprezentowali co prawda kino niemieckie, ale wywodzące się odpowiednio z RFN i NRD.
W ramach festiwalu zaprezentowano kompletną odrestaurowaną wersję arcydzieła niemieckiego ekspresjonizmu Metropolis (1927) Fritza Langa.

## Członkowie jury

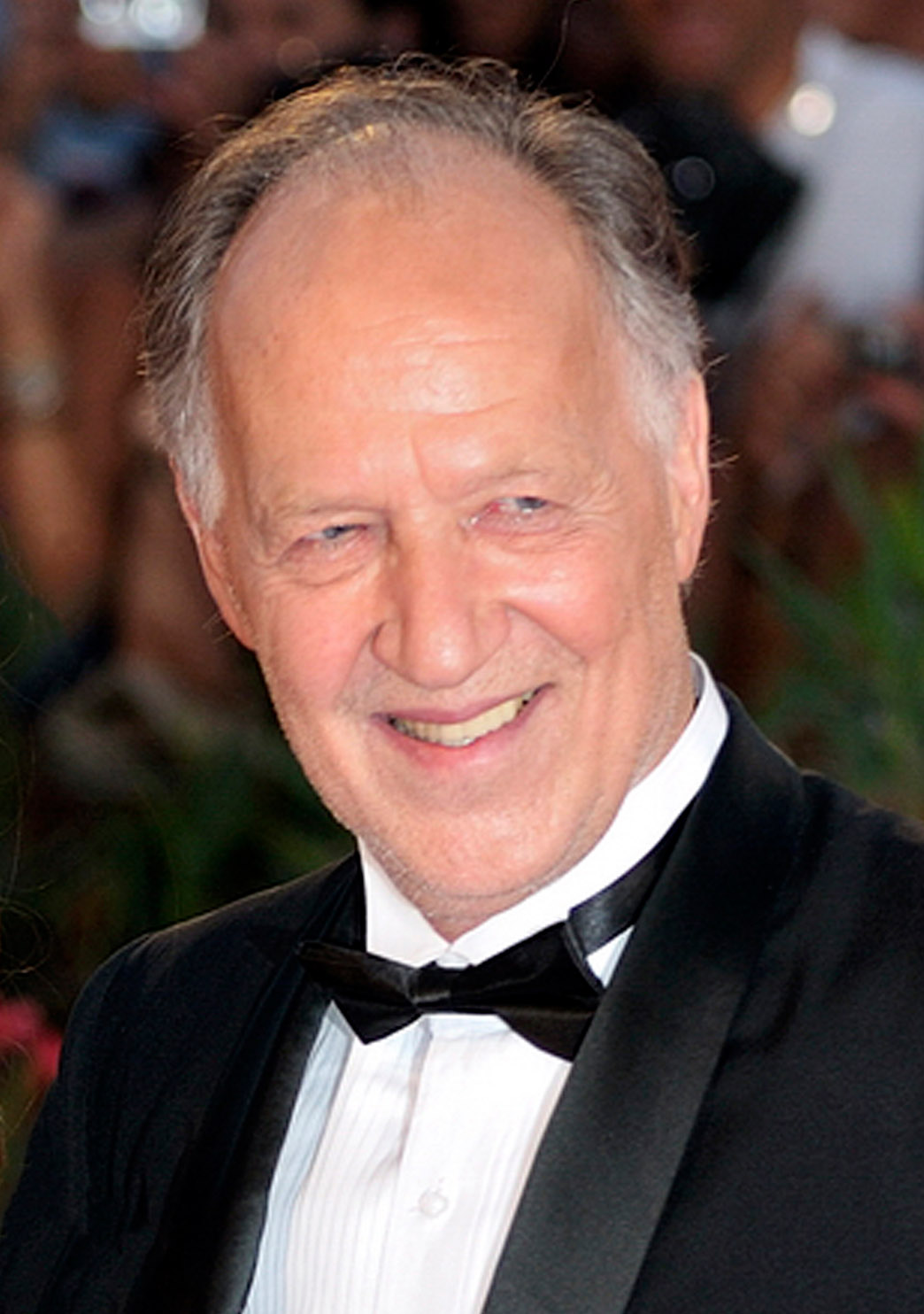
Przewodniczący jury konkursu głównego Werner Herzog.

### Konkurs główny
- Werner Herzog, niemiecki reżyser – przewodniczący jury[4]
- Francesca Comencini, włoska reżyserka
- Nuruddin Farah, somalijski pisarz
- Cornelia Froboess, niemiecka aktorka
- José Maria Morales, hiszpański producent filmowy
- Nan Yu, chińska aktorka
- Renée Zellweger, amerykańska aktorka

### Nagroda za debiut fabularny
- Ben Foster, amerykański aktor
- Lorna Tee, malezyjska producentka filmowa
- Michael Verhoeven, niemiecki reżyser

## Selekcja oficjalna

### Otwarcie i zamknięcie festiwalu
|             | Tytuł          | Reżyseria    | Kraj produkcji |
| ----------- | -------------- | ------------ | -------------- |
| Otwierający | Razem i osobno | Wang Quan’an | Chiny          |
| Zamykający  | Otōto          | Yōji Yamada  | Japonia        |

### Konkurs główny
Następujące filmy zostały wyselekcjonowane do udziału w konkursie głównym o Złotego Niedźwiedzia i Srebrne Niedźwiedzie:
| Tytuł polski                 | Tytuł oryginalny                                   | Reżyseria                            | Kraj produkcji       |
| ---------------------------- | -------------------------------------------------- | ------------------------------------ | -------------------- |
| Miód                         | Bal                                                | Semih Kaplanoğlu                     | Turcja               |
| Jak chcę gwizdać, to gwiżdżę | Eu când vreau să fluier, fluier                    | Florin Șerban                        | Rumunia              |
| Rodzina                      | En familie                                         | Pernille Fischer Christensen         | Dania                |
| Pewien dżentelmen            | En ganske snill mann                               | Hans Petter Moland                   | Norwegia             |
| Autor widmo                  | The Ghost Writer                                   | Roman Polański                       | Wielka Brytania      |
| Greenberg                    | Greenberg                                          | Noah Baumbach                        | Stany Zjednoczone    |
| Skowyt                       | Howl                                               | Rob Epstein i Jeffrey Friedman       | Stany Zjednoczone    |
| Żyd Süss – Wzlot i upadek    | Jud Süss – Film ohne Gewissen                      | Oskar Roehler                        | Niemcy               |
| Jak spędziłem koniec lata    | Как я провёл этим летом Kak ja prowioł etim lietom | Aleksiej Popogrebski                 | Rosja                |
| Morderca we mnie             | The Killer Inside Me                               | Michael Winterbottom                 | Stany Zjednoczone    |
| Gąsienica                    | キャタピラ Kyatapirâ                               | Kōji Wakamatsu                       | Japonia              |
| Mamut                        | Mammuth                                            | Benoît Delépine i Gustave de Kervern | Francja              |
| Jej droga                    | Na putu                                            | Jasmila Žbanić                       | Bośnia i Hercegowina |
| Biegacz                      | Der Räuber                                         | Benjamin Heisenberg                  | Niemcy               |
| Puzzle                       | Rompecabezas                                       | Natalia Smirnoff                     | Argentyna            |
| Trzy kule                    | 三枪拍案惊奇 San qiang pai an jing qi              | Zhang Yimou                          | Chiny                |
| Wyznanie wiary               | Shahada                                            | Burhan Qurbani                       | Niemcy               |
| Myśliwy                      | شکارچی Shekarchi                                   | Rafi Pitts                           | Iran                 |
| Submarino                    | Submarino                                          | Thomas Vinterberg                    | Dania                |
| Razem i osobno               | 团圆 Tuan yuan                                     | Wang Quan’an                         | Chiny                |

### Pokazy pozakonkursowe
Następujące filmy zostały wyświetlone na festiwalu w ramach pokazów pozakonkursowych:
| Tytuł polski                            | Tytuł oryginalny                   | Reżyseria          | Kraj produkcji    |
| --------------------------------------- | ---------------------------------- | ------------------ | ----------------- |
| Wyjście przez sklep z pamiątkami        | Exit Through the Gift Shop         | Banksy             | Wielka Brytania   |
| Wszystko w porządku                     | The Kids Are All Right             | Lisa Cholodenko    | Stany Zjednoczone |
| Nazywam się Khan                        | My Name Is Khan                    | Karan Johar        | Indie             |
| Otōto                                   | おとうと Otōto                     | Yōji Yamada        | Japonia           |
| Daj, proszę                             | Please Give                        | Nicole Holofcener  | Stany Zjednoczone |
| Portret partyzanta w wieku młodzieńczym | Portretul luptatorului la tinerete | Constantin Popescu | Rumunia           |
| Wyspa tajemnic                          | Shutter Island                     | Martin Scorsese    | Stany Zjednoczone |

## Laureaci nagród

### Konkurs główny
Złoty Niedźwiedź
- Miód, reż. Semih Kaplanoğlu

Srebrny Niedźwiedź – Nagroda Grand Prix Jury
- Jak chcę gwizdać, to gwiżdżę, reż. Florin Șerban

Srebrny Niedźwiedź dla najlepszego reżysera
- Roman Polański – Autor widmo

Srebrny Niedźwiedź dla najlepszej aktorki
- Shinobu Terajima – Gąsienica

Srebrny Niedźwiedź dla najlepszego aktora
- Grigorij Dobrygin i Siergiej Puskepalis – Jak spędziłem koniec lata

Srebrny Niedźwiedź za najlepszy scenariusz
- Wang Quan’an i Na Jin – Razem i osobno

Srebrny Niedźwiedź za wybitne osiągnięcie artystyczne
- Zdjęcia: Pawieł Kostomarow – Jak spędziłem koniec lata

Nagroda im. Alfreda Bauera za innowacyjność
- Florin Șerban – Jak chcę gwizdać, to gwiżdżę

### Konkurs filmów krótkometrażowych
Złoty Niedźwiedź dla najlepszego filmu krótkometrażowego
- Incydent w banku, reż. Ruben Östlund

### Pozostałe nagrody
Nagroda za najlepszy debiut reżyserski
- Sebbe, reż. Babak Najafi

Nagroda FIPRESCI
- Rodzina, reż. Pernille Fischer Christensen

Nagroda Jury Ekumenicznego
- Miód, reż. Semih Kaplanoğlu

Honorowy Złoty Niedźwiedź za całokształt twórczości
- Wolfgang Kohlhaase
- Hanna Schygulla

## Galeria laureatów

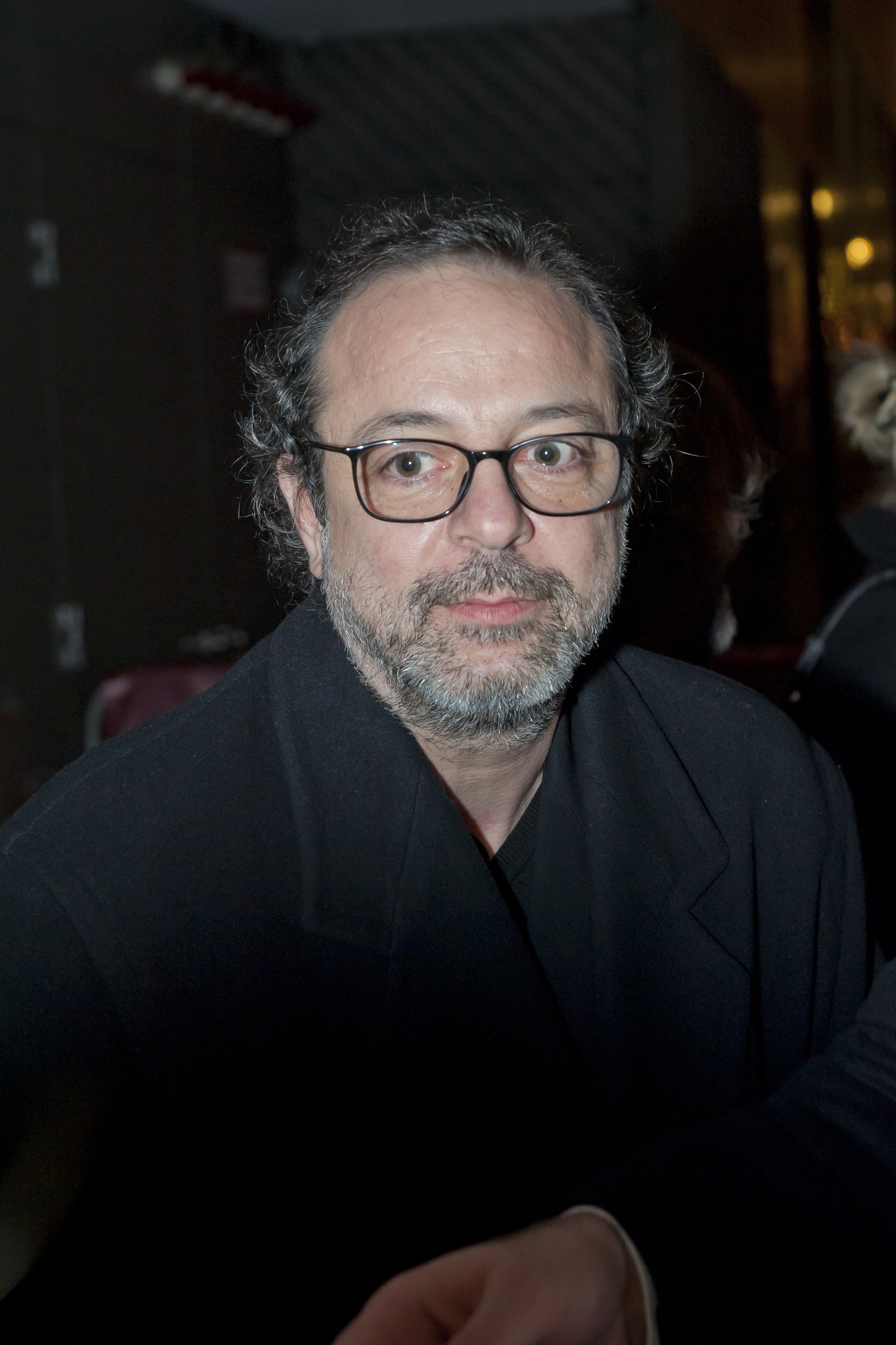
Semih Kaplanoğlu, zdobywca Złotego Niedźwiedzia za film Miód.
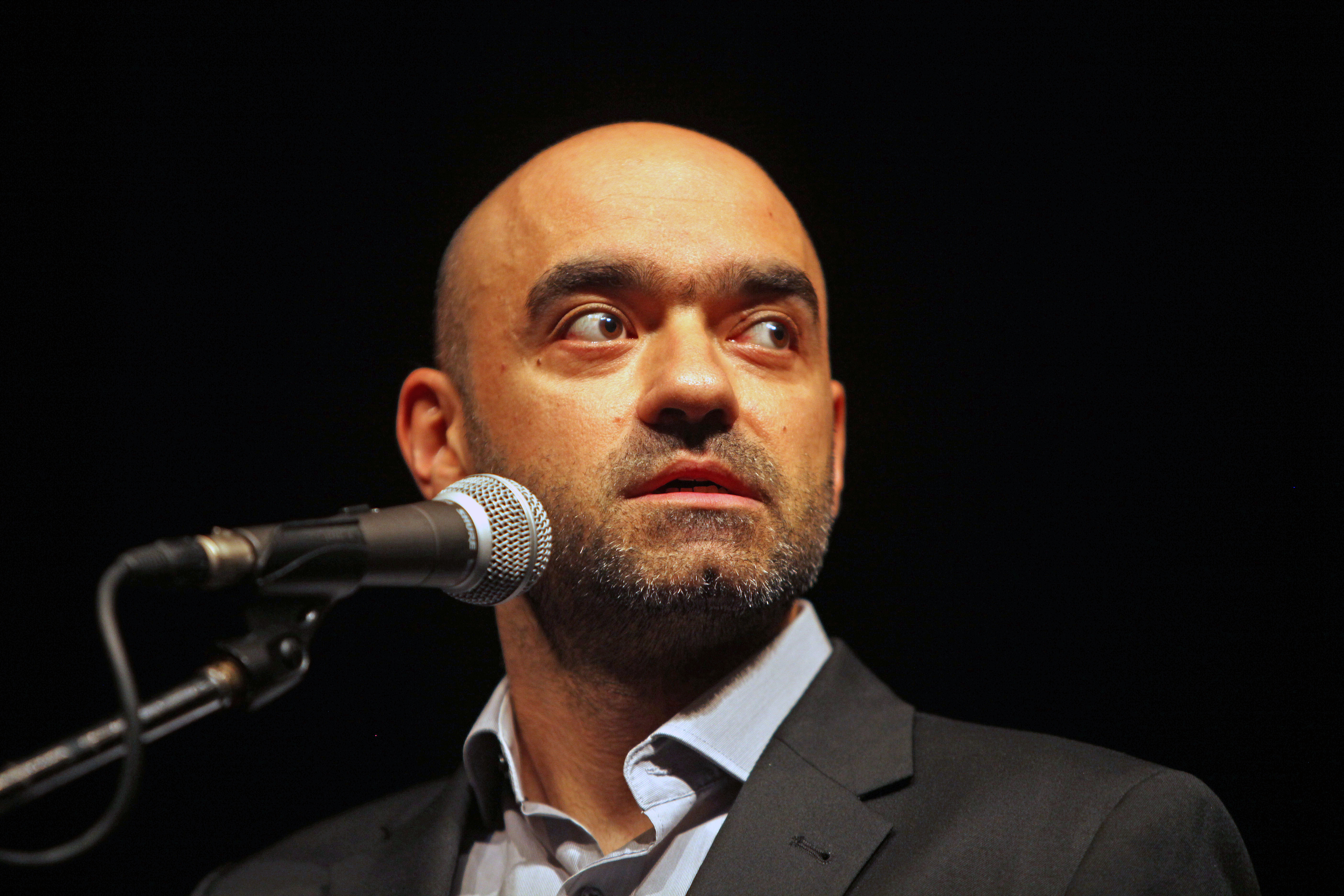
Florin Șerban, laureat Srebrnego Niedźwiedzia – Grand Prix Jury oraz Nagrody im. Alfreda Bauera.
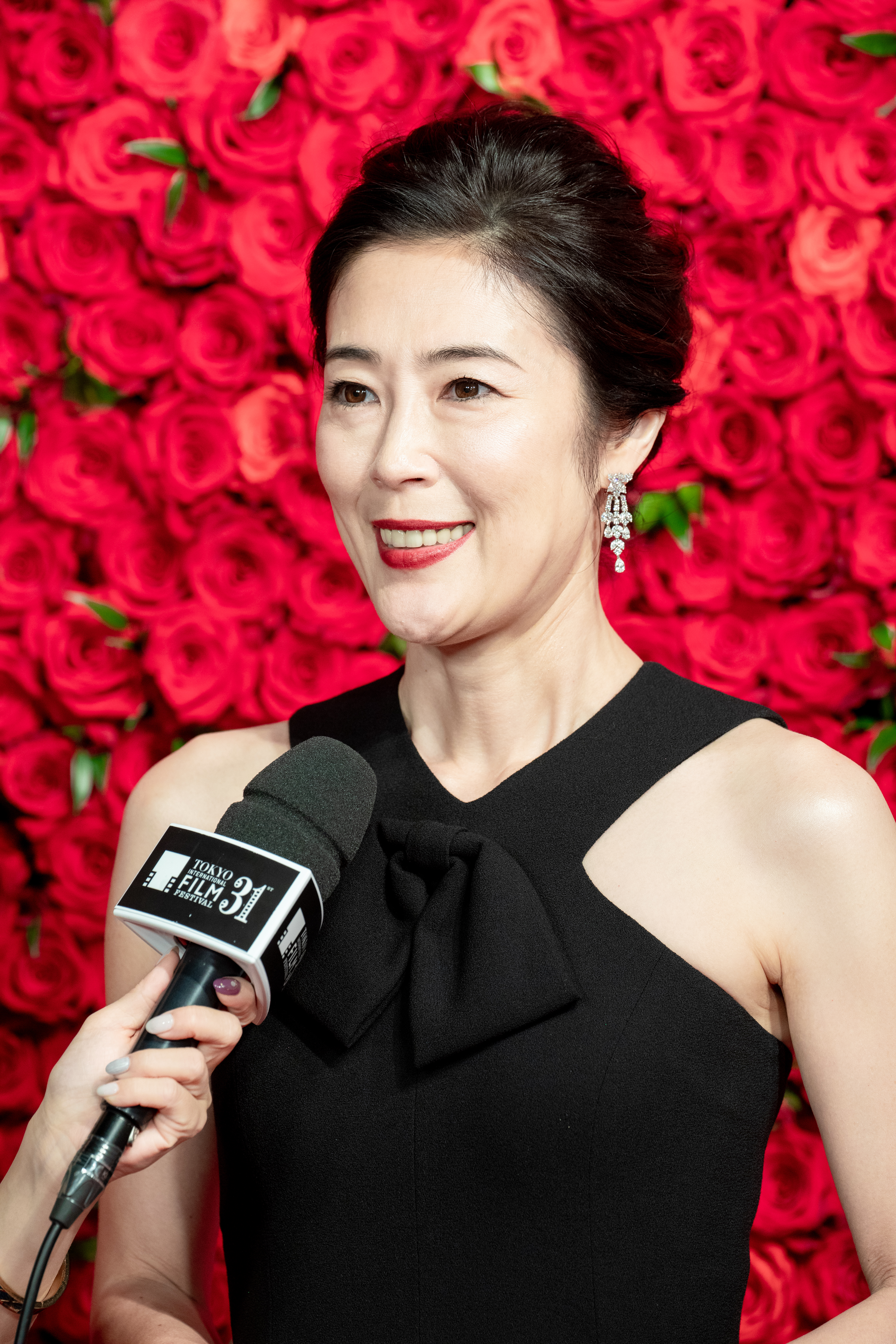
Shinobu Terajima, laureatka Srebrnego Niedźwiedzia dla najlepszej aktorki.
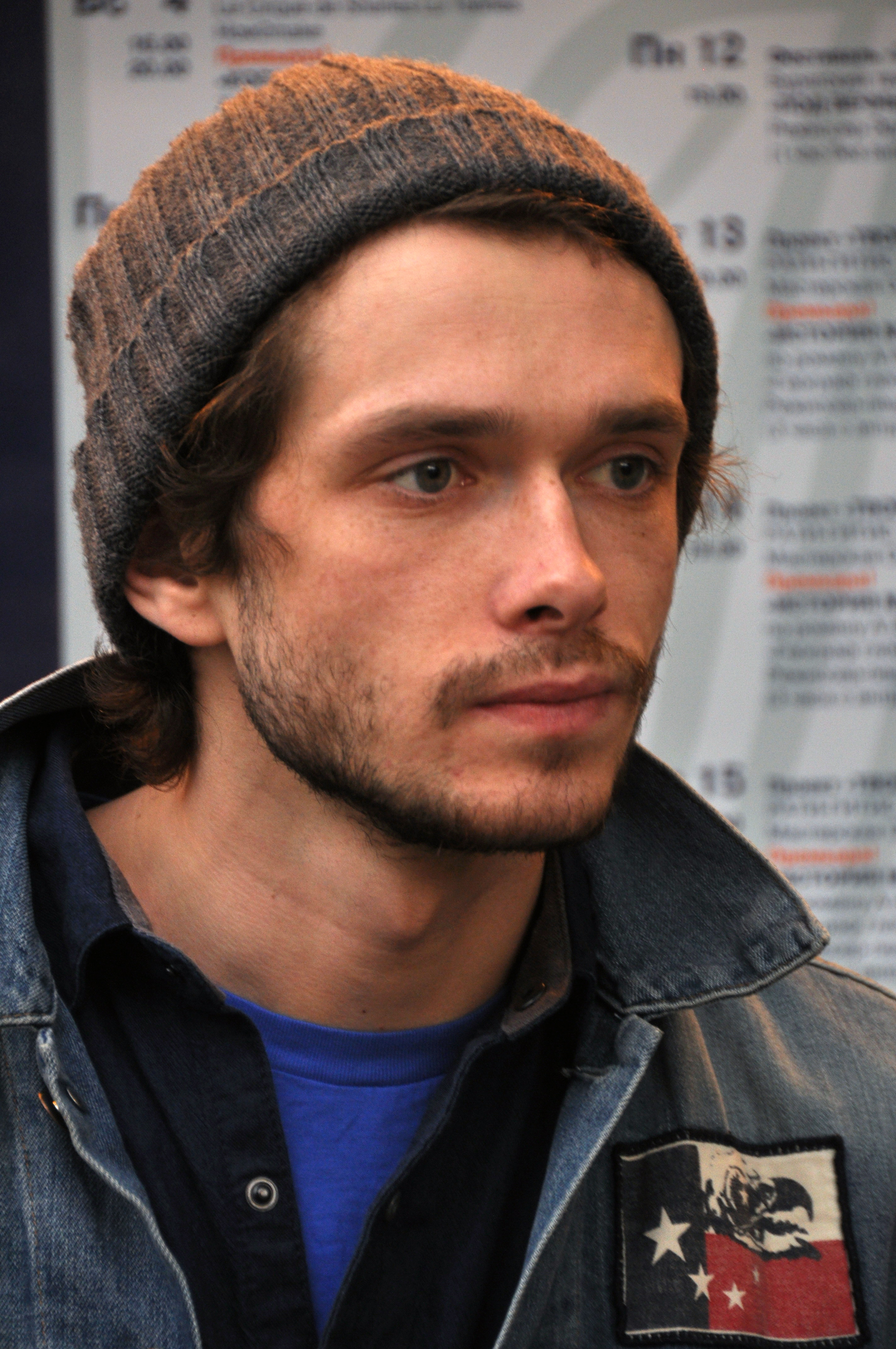
Grigorij Dobrygin, laureat Srebrnego Niedźwiedzia dla najlepszego aktora.
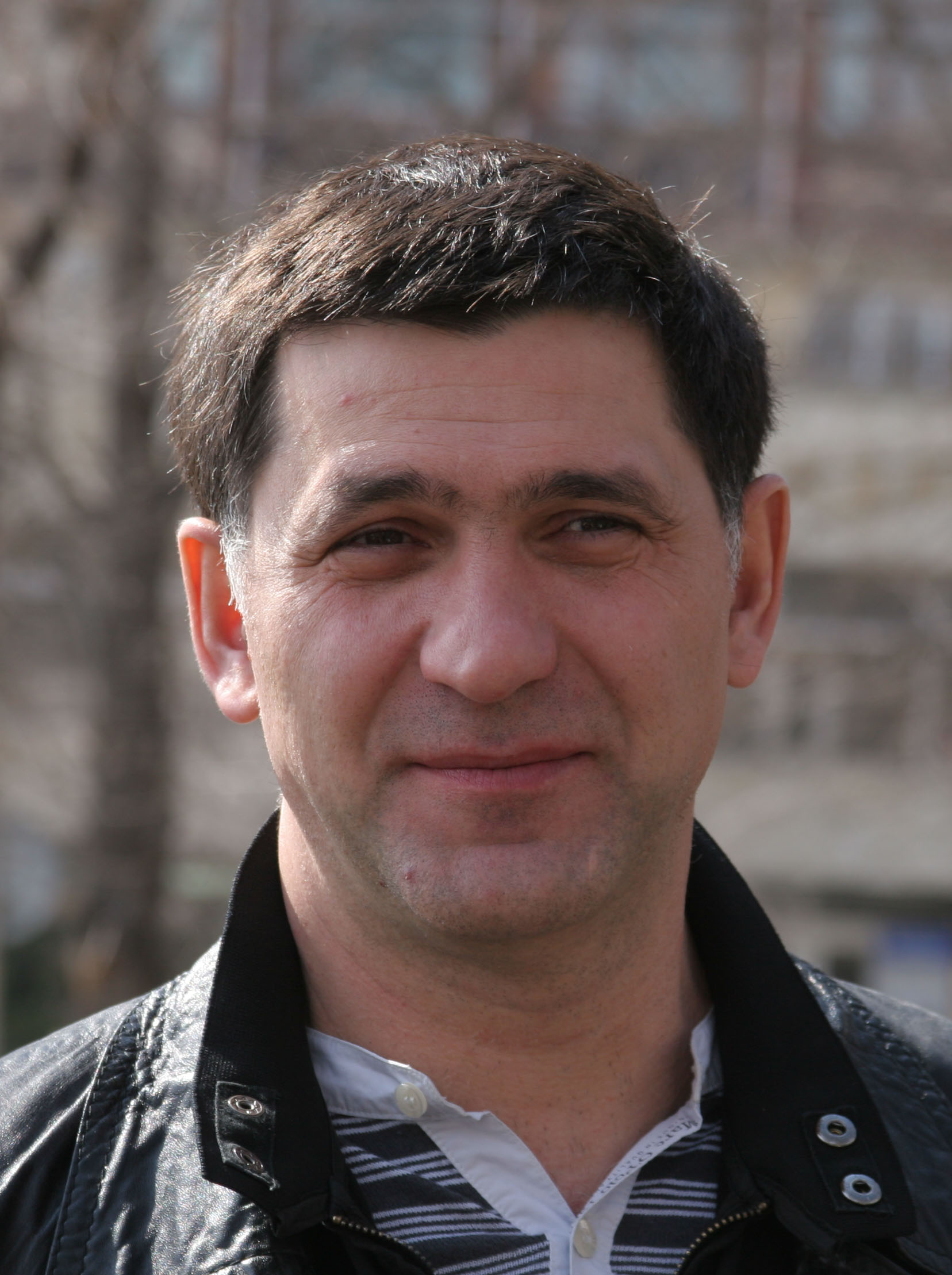
Siergiej Puskepalis, laureat Srebrnego Niedźwiedzia dla najlepszego aktora.
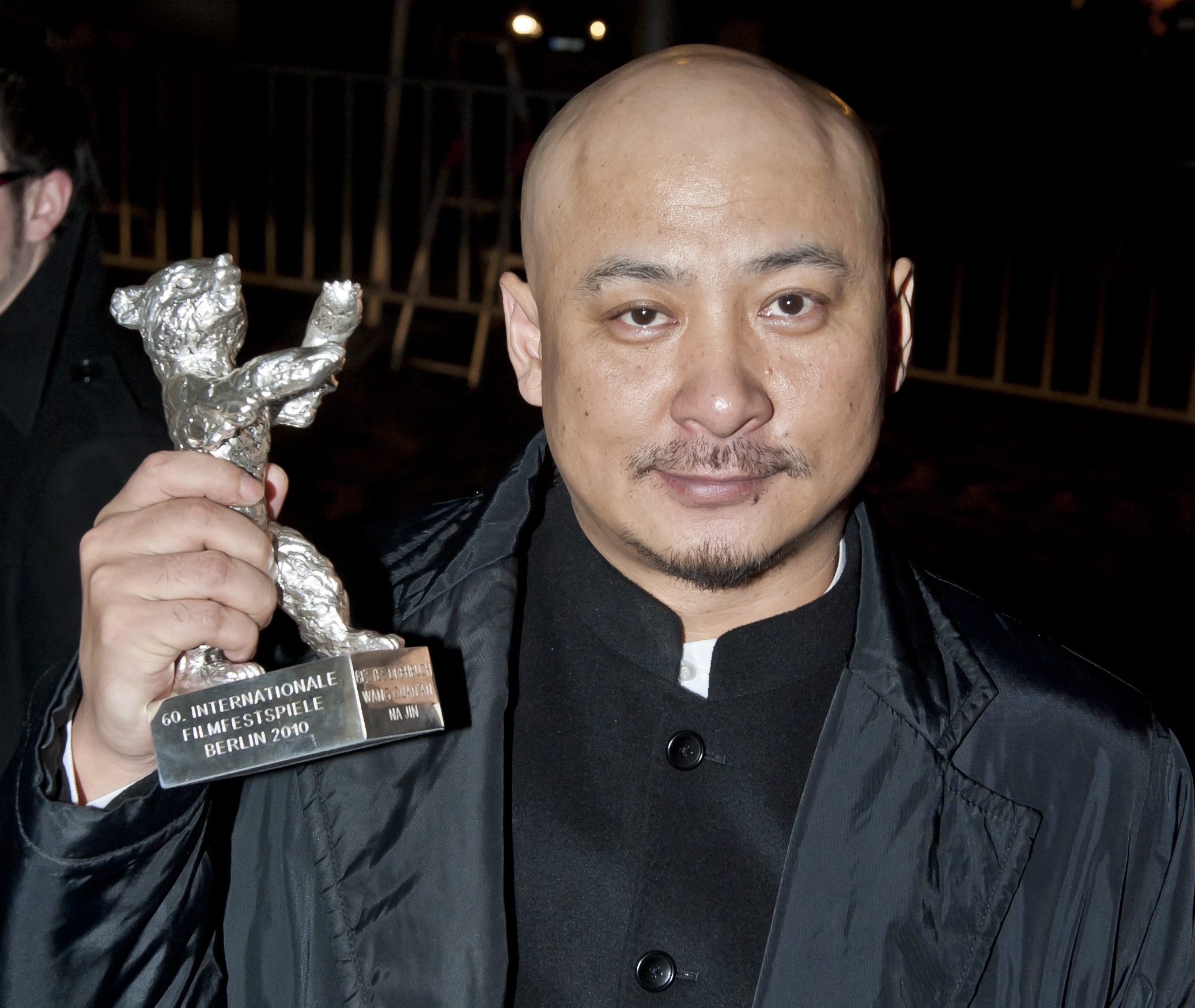
Wang Quan’an, laureat Srebrnego Niedźwiedzia za najlepszy scenariusz.
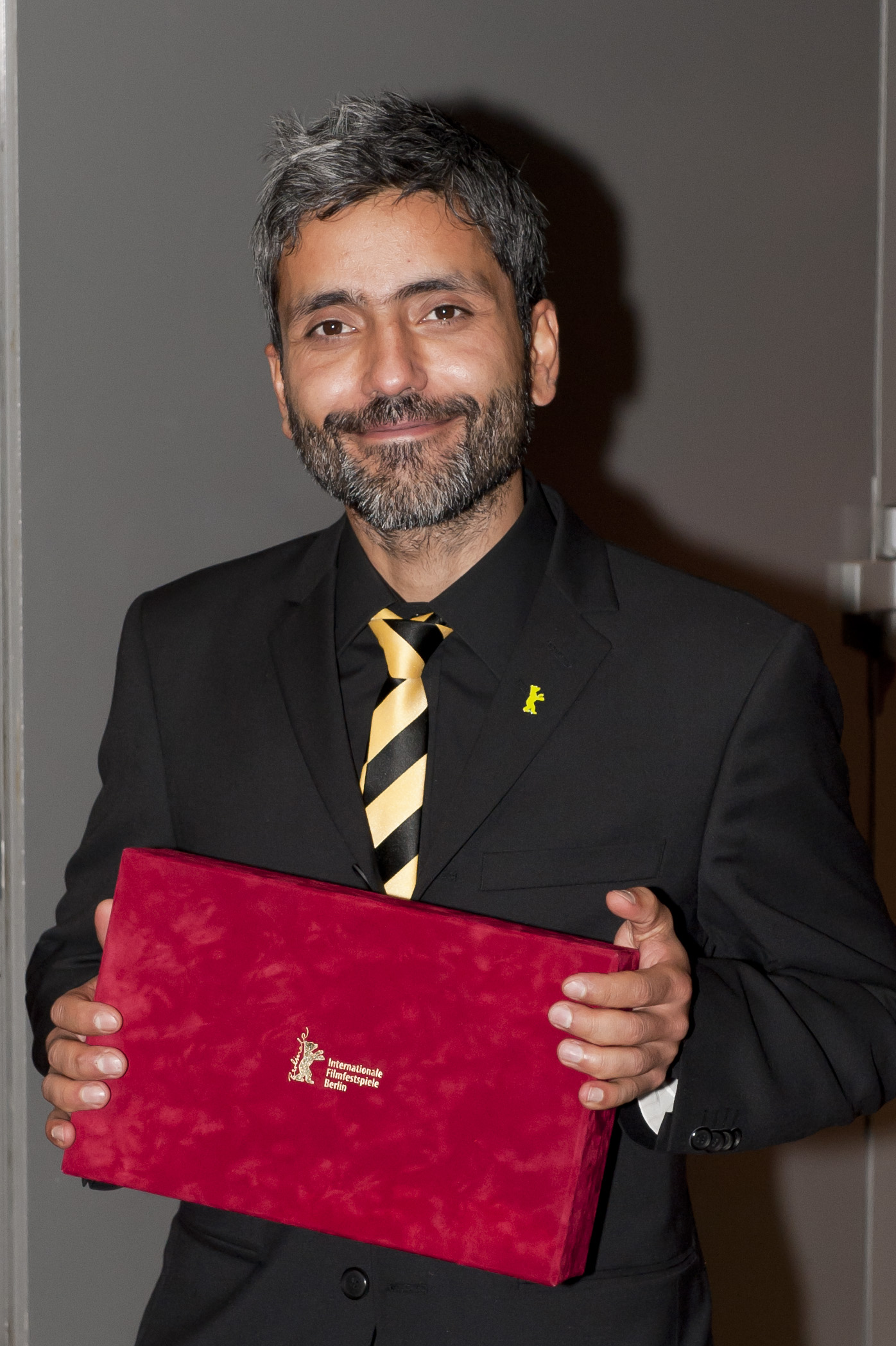
Babak Najafi, laureat nagrody za najlepszy debiut reżyserski.
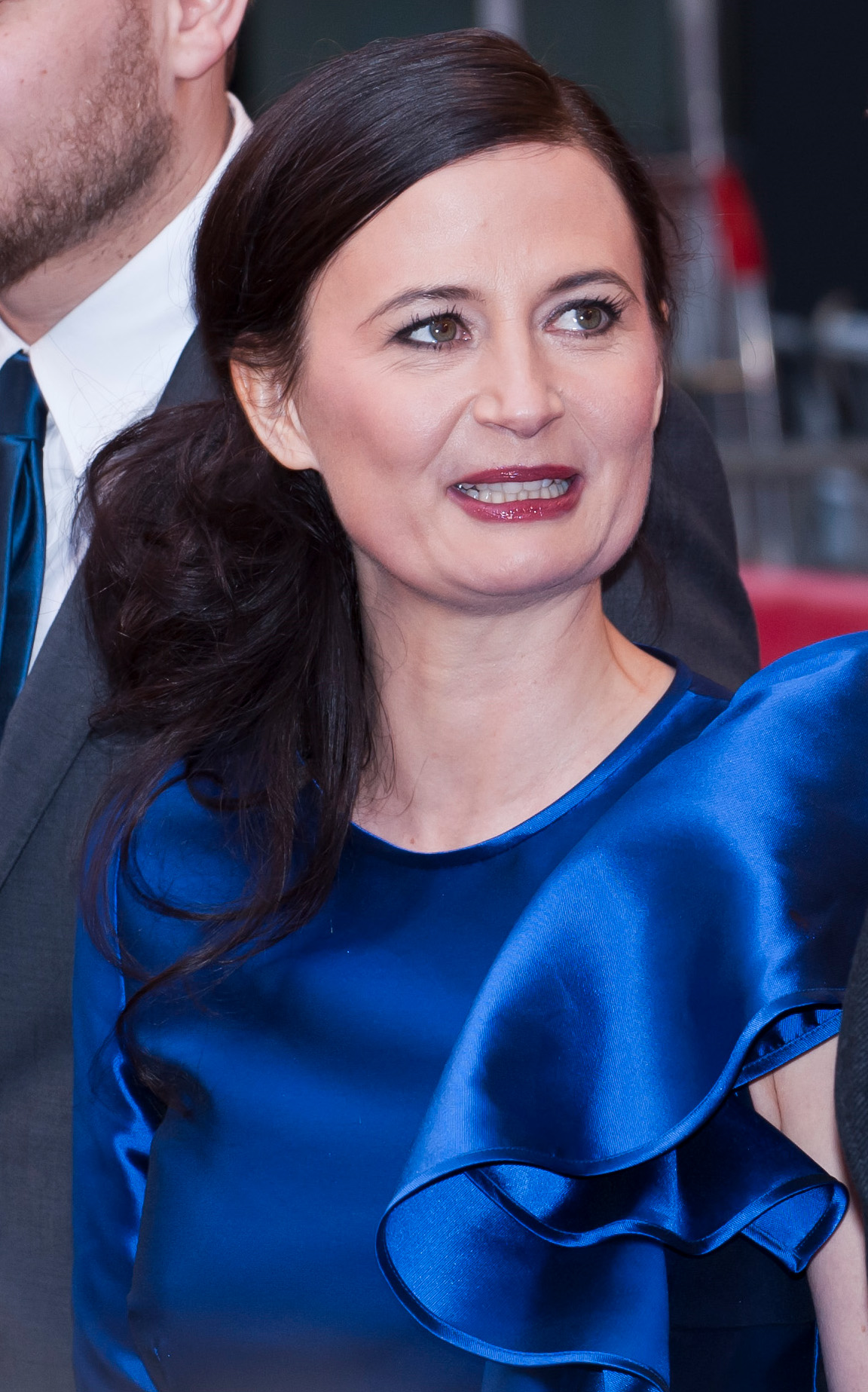
Pernille Fischer Christensen, laureatka Nagrody FIPRESCI.